# Stigmatosema polyaden
Stigmatosema polyaden là một loài thực vật có hoa trong họ Lan. Loài này được (Vell.) Garay miêu tả khoa học đầu tiên năm 1980.

## Hình ảnh

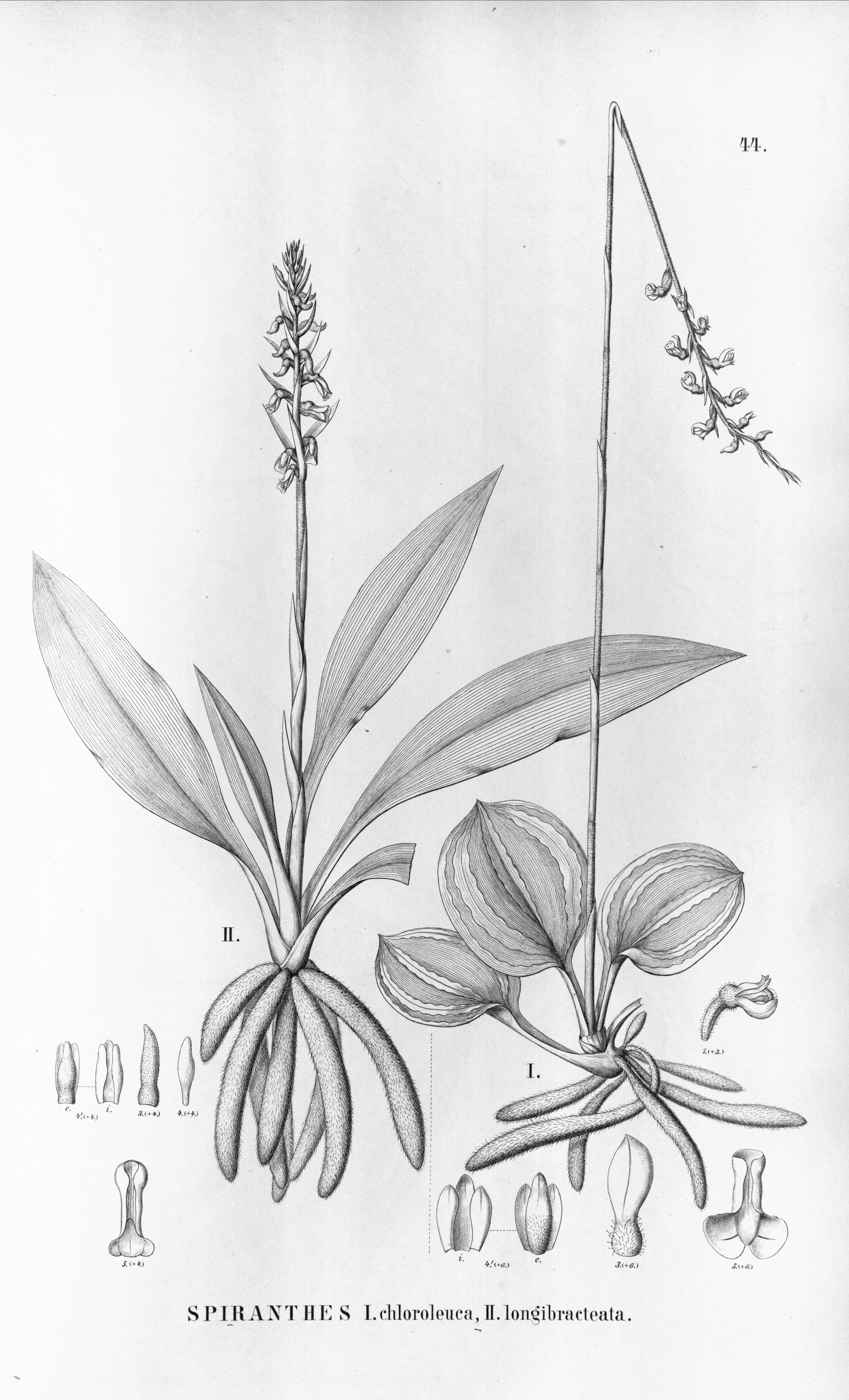
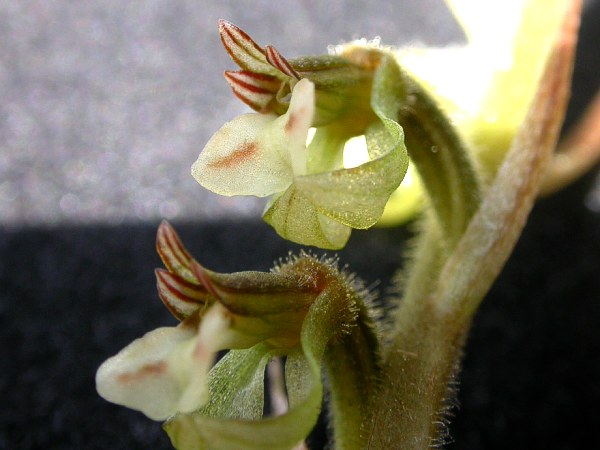